# Палац Ширваншахів
Палац Ширваншахів (азерб. Şirvanşahlar sarayı) — палац правителів Ширвану, зведений у Баку у XV столітті за ширваншаха Халіл-Аллаха. Будівництво палацу було пов'язано із перенесенням столиці держави Ширваншахів із Шемахи до Баку. Палац утворює комплекс, куди також входять диванхане, усипальниця ширваншахів, палацова мечеть 1441 року з мінаретом, лазня та мавзолей придворного вченого Сеїда Ях’ї Бакуві. У 1964 році комплекс оголошено музеєм-заповідником й узято під охорону держави.
Унікальний архітектурний й культурний ансамбль включено до списку Світової спадщини ЮНЕСКО.

## Будівля палацу

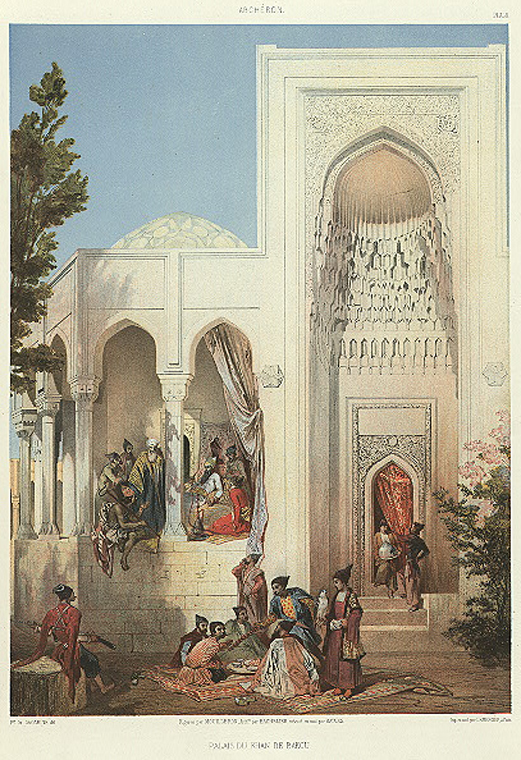
Палац Ширваншахів як резиденція Бакинського хана, мал. Г. Гагаріна, 1847

Під час взяття Баку військами сефевідів у 1501 році палац було розграбовано. Всі скарби Ширваншахів — зброя, обладунки, ювелірні прикраси, килими, дорогоцінні парчеві тканини, рідкісні книги із палацової бібліотеки, посуд зі срібла й золота сефевіди забрали з собою до Тебрізу. Але після Чалдиранської битви у 1514 році між армією султана Османської імперії Селіма I й сефевідами, що завершилась поразкою останніх, скарби Палацу Ширваншахів дістались туркам як трофеї. Нині скарби ширваншахів перебувають у музейних колекціях Туреччини, Ірану, Англії, Франції, Росії, Угорщини. Деякі килими з палацу зберігаються у лондонському музеї Вікторії та Альберта, а стародавні фоліанти з палацової бібліотеки — у книгосховищах Тегерана, Ватикану, Петербурга.

## Галерея

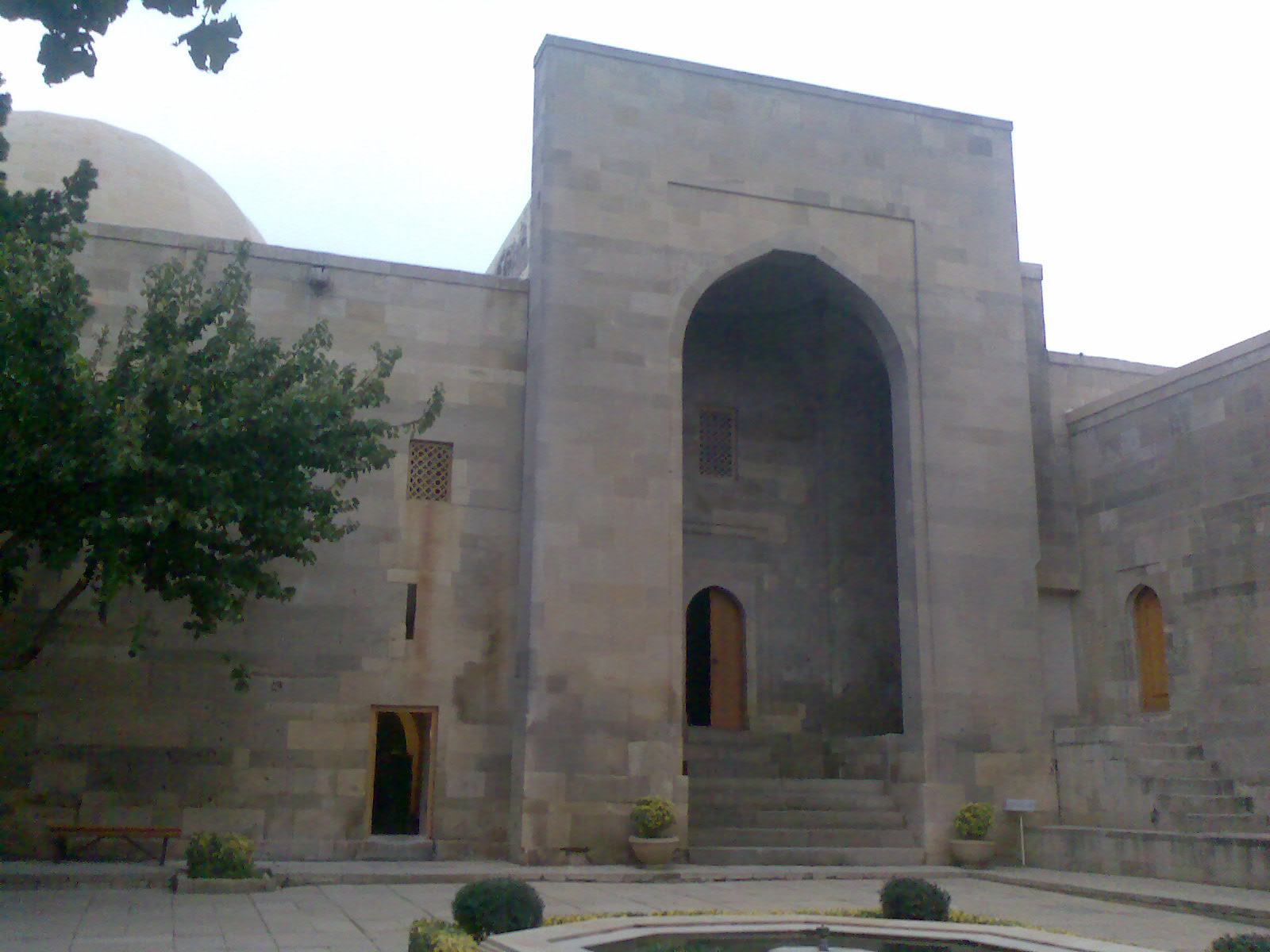
Палацовий комплекс у листопаді 2008 року
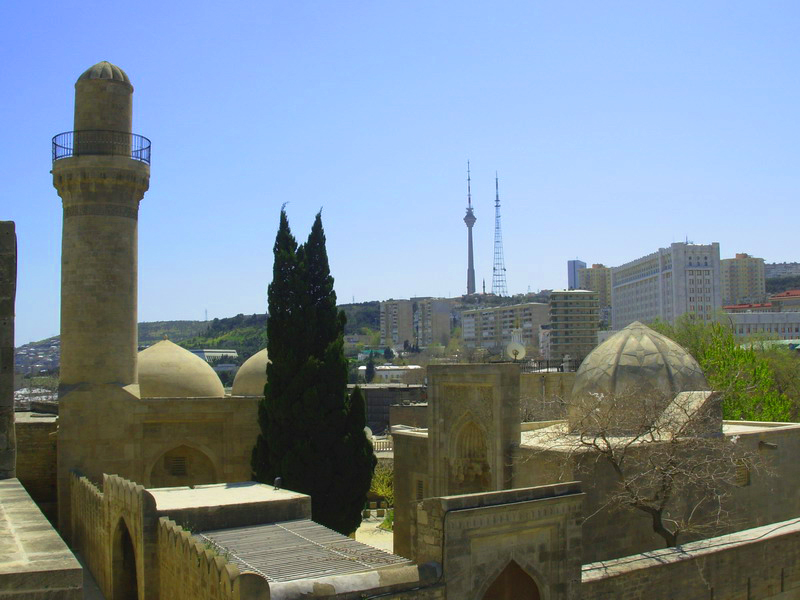
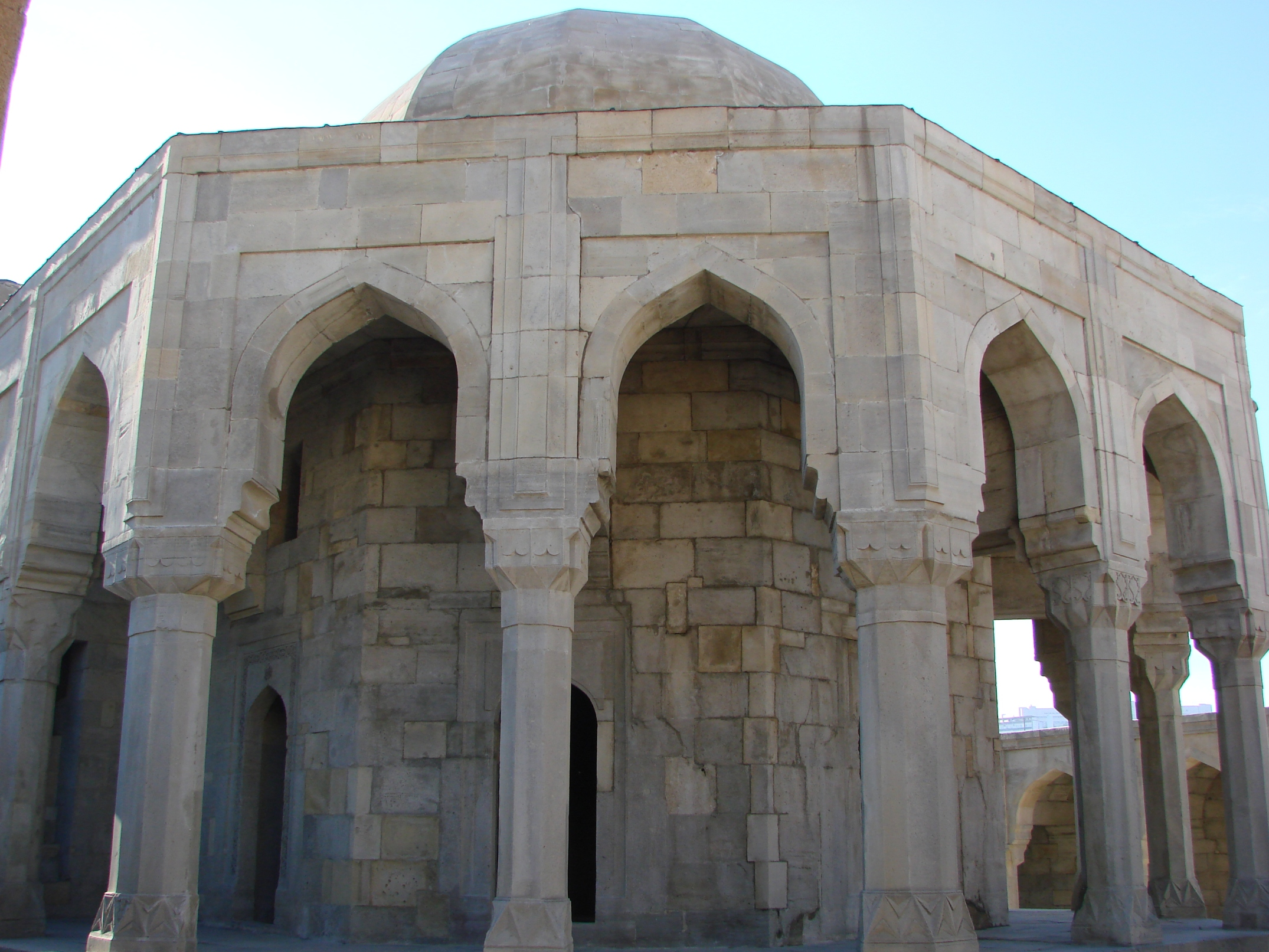
Диванхана
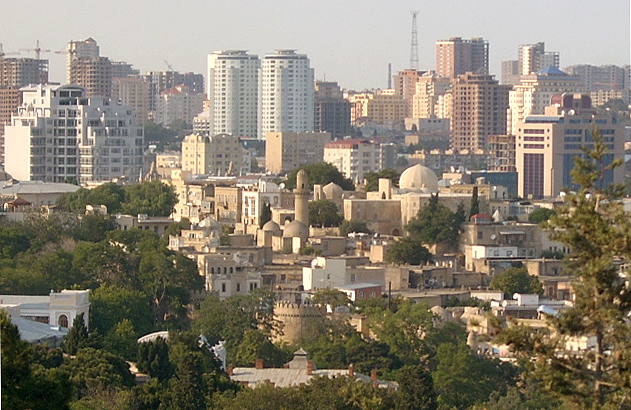
Палац у центрі сучасного Баку
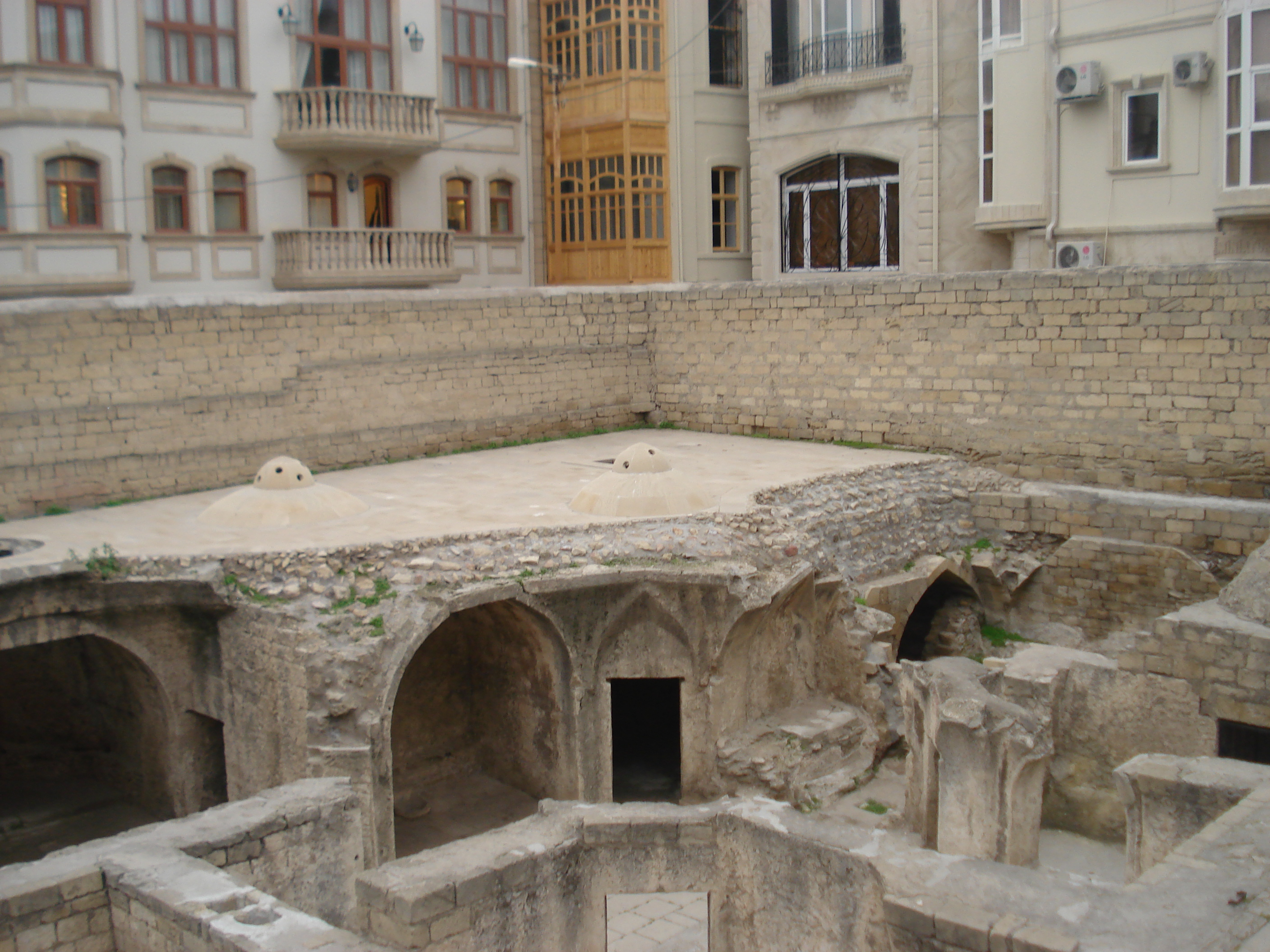
Лазні ширваншахів
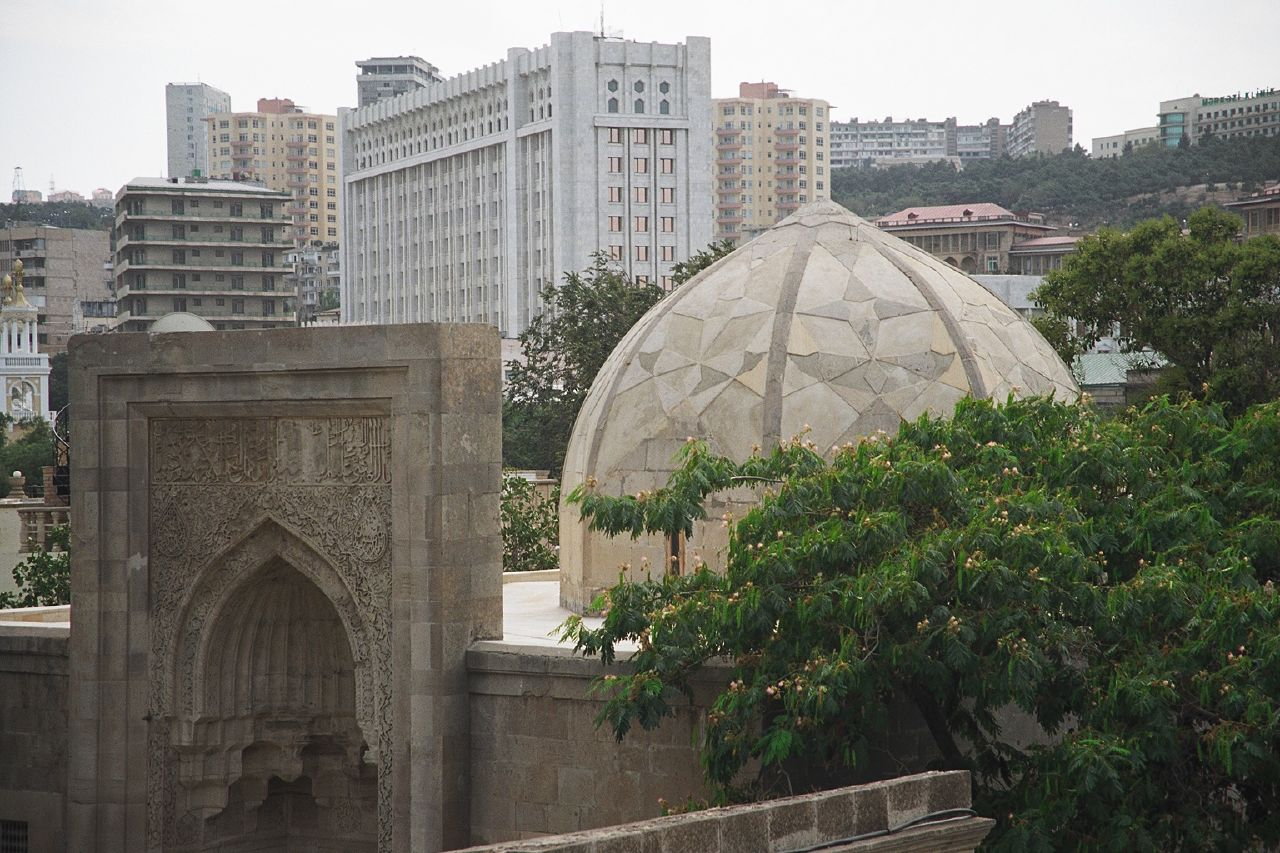
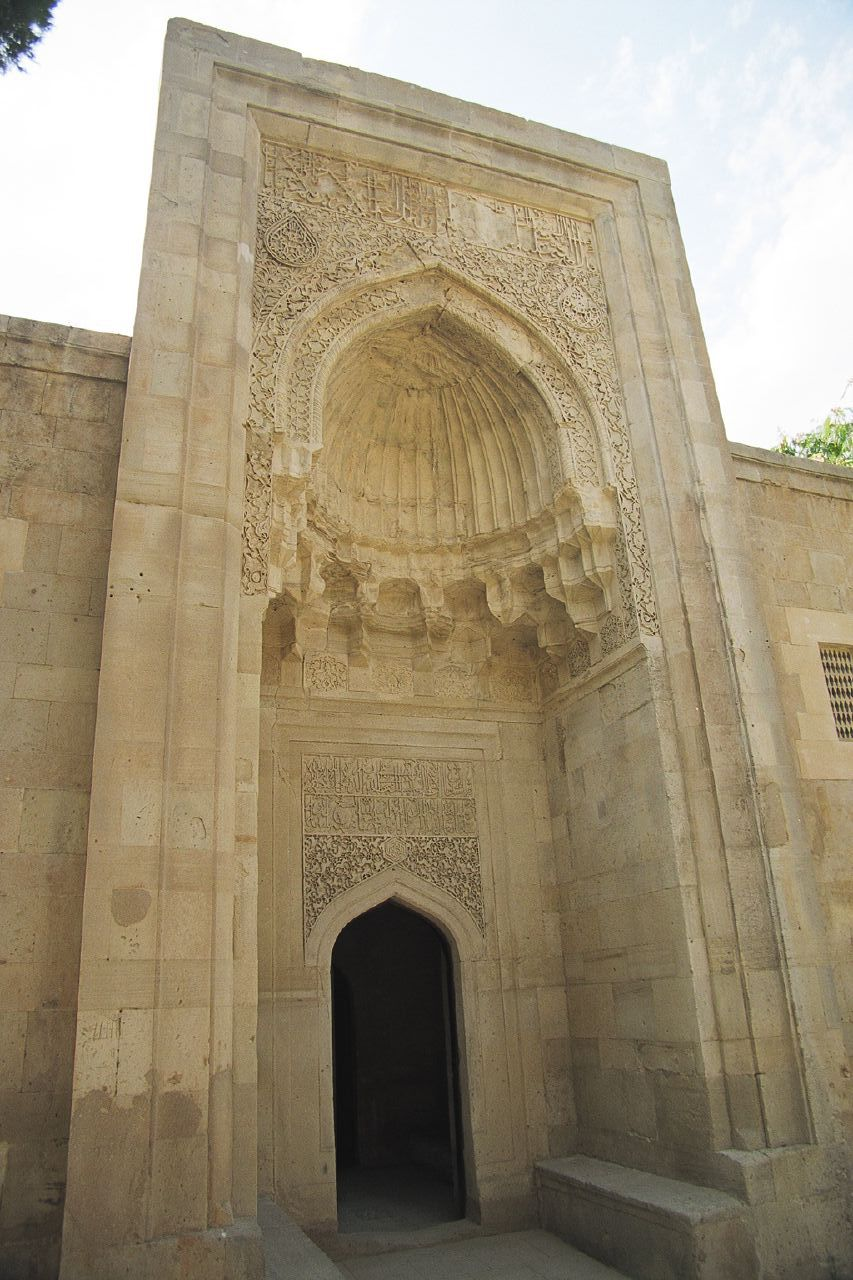
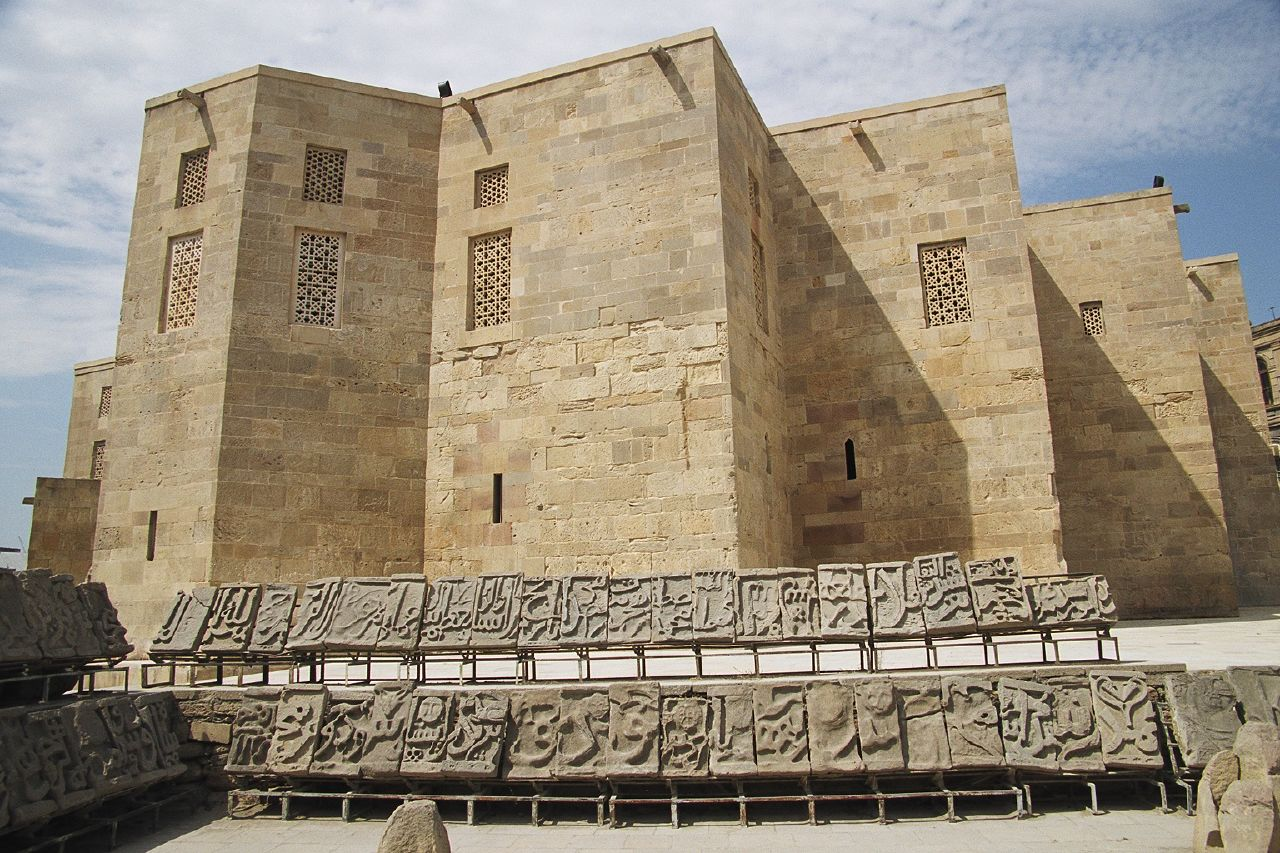
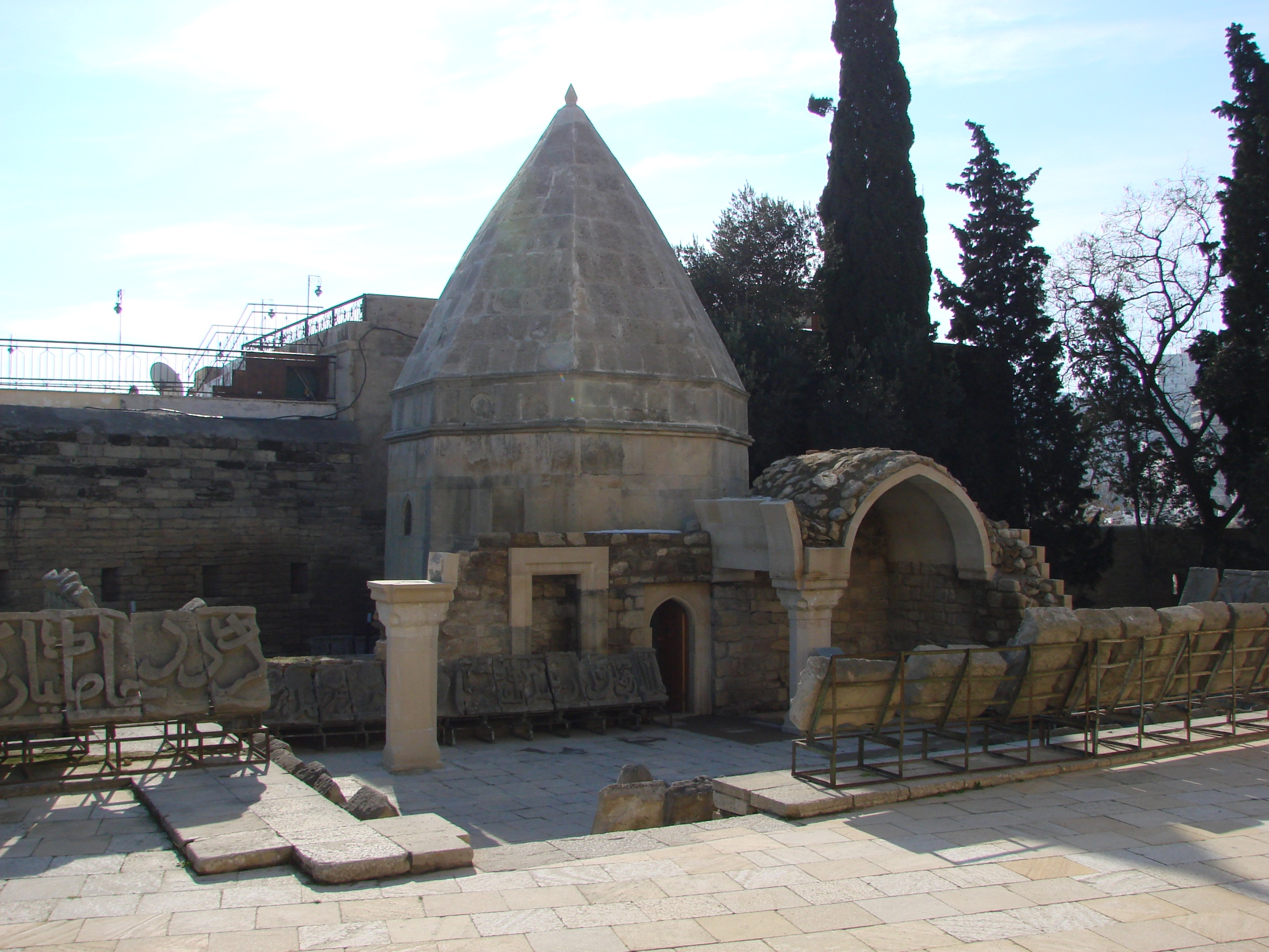
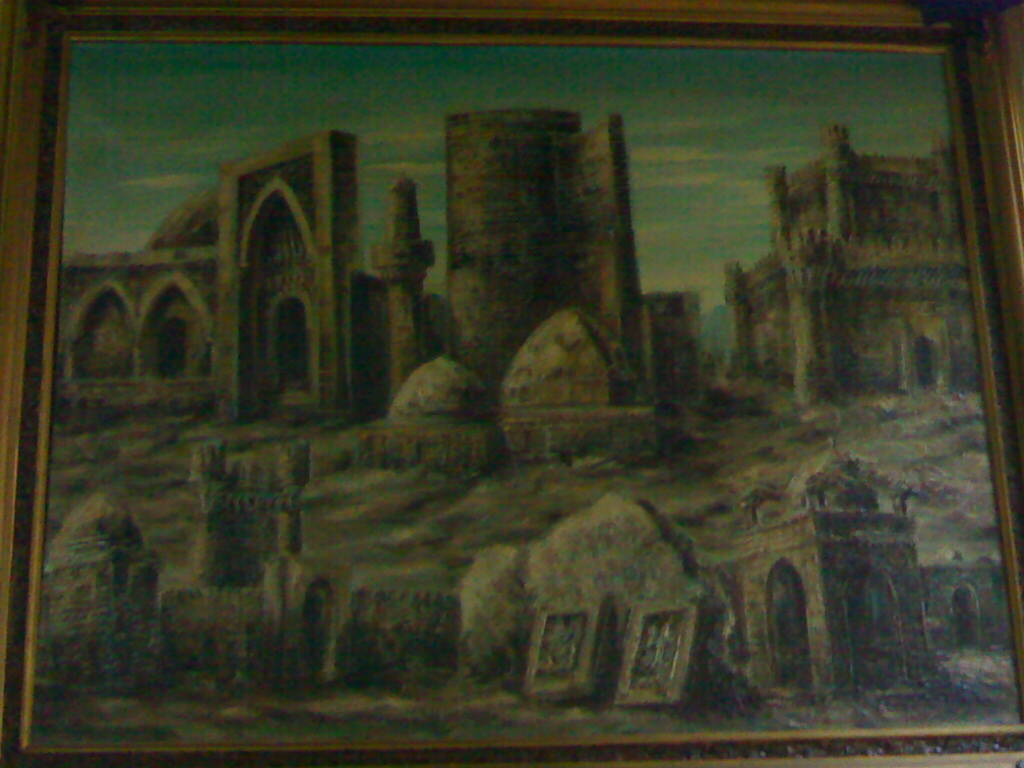
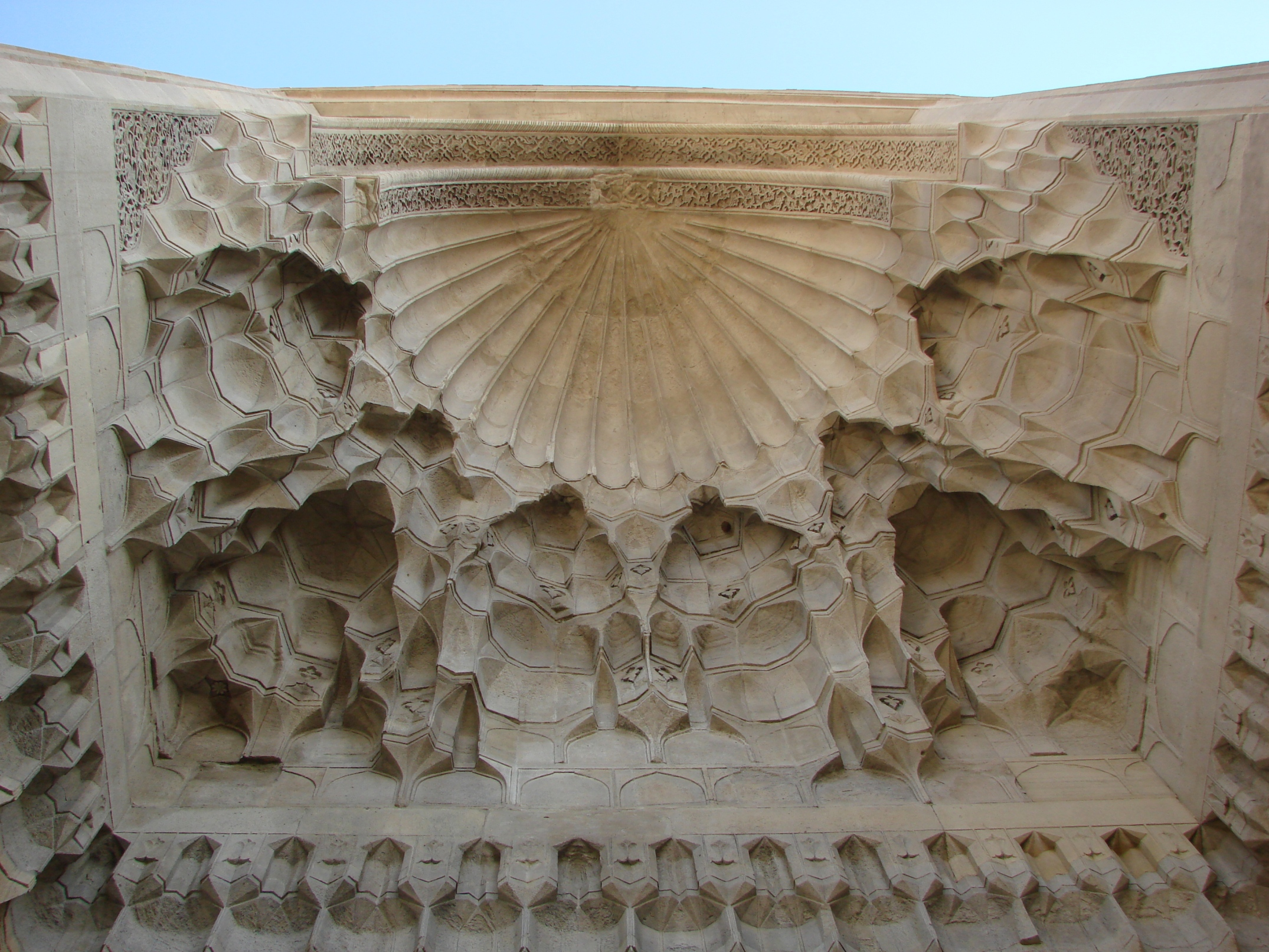
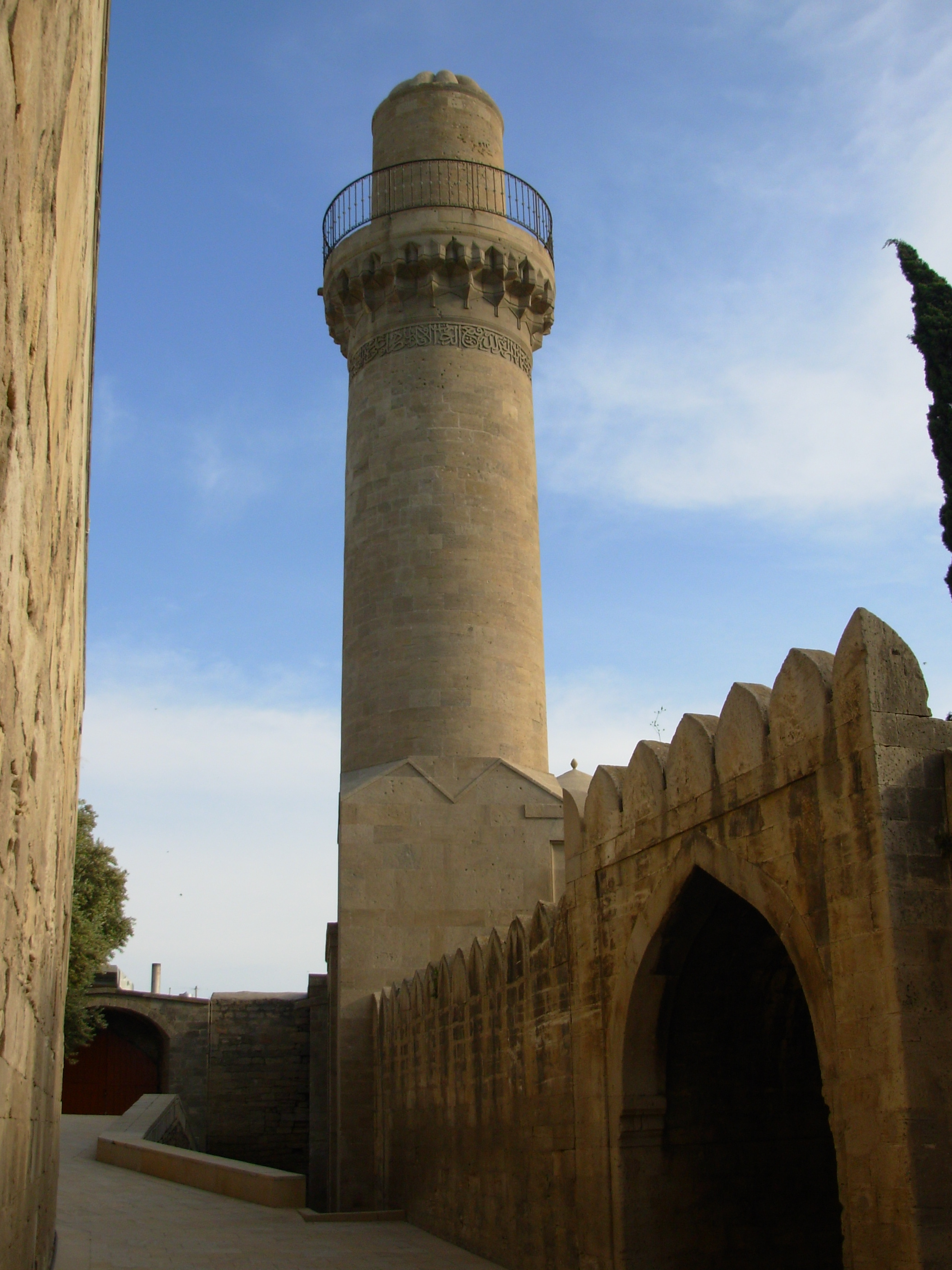
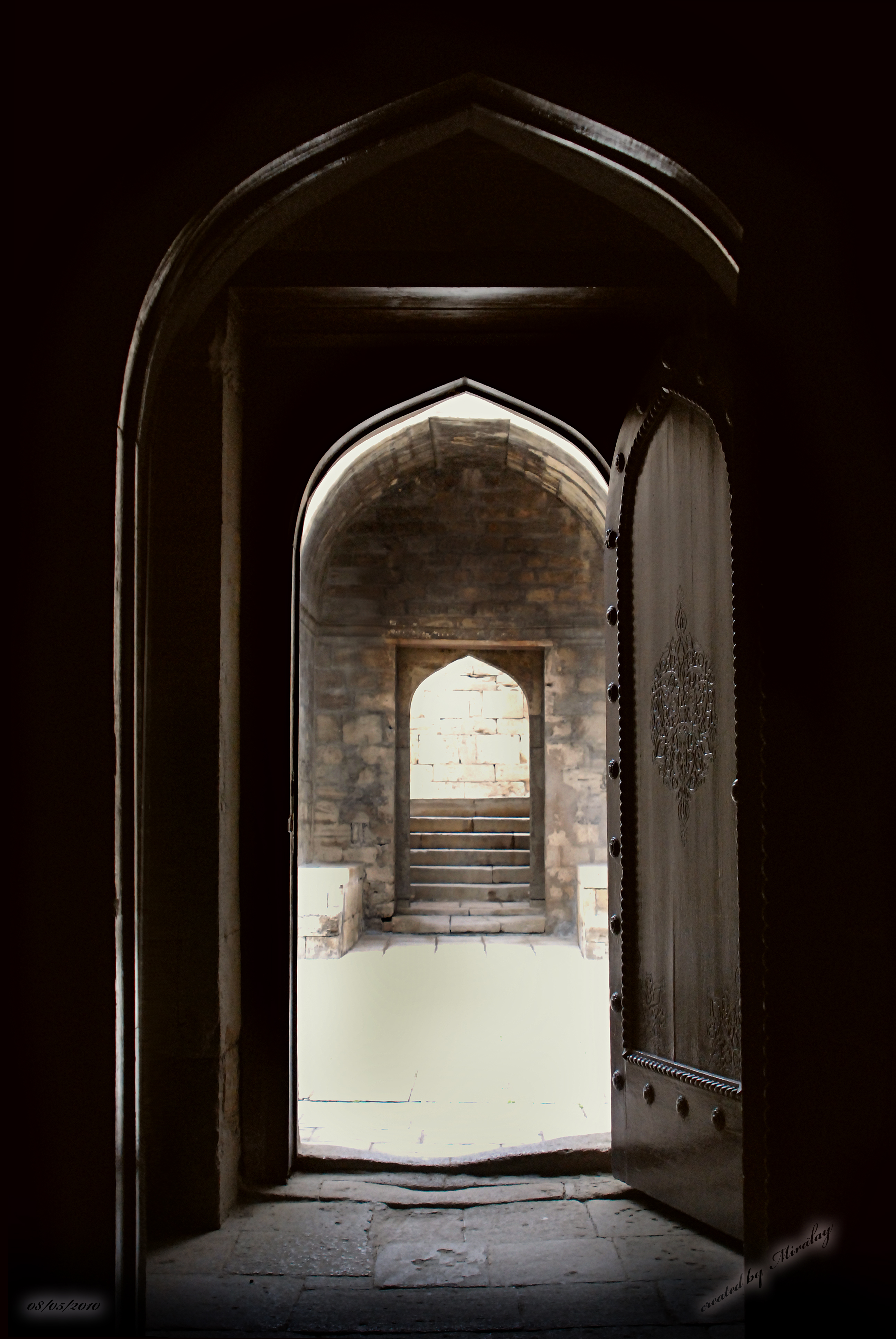
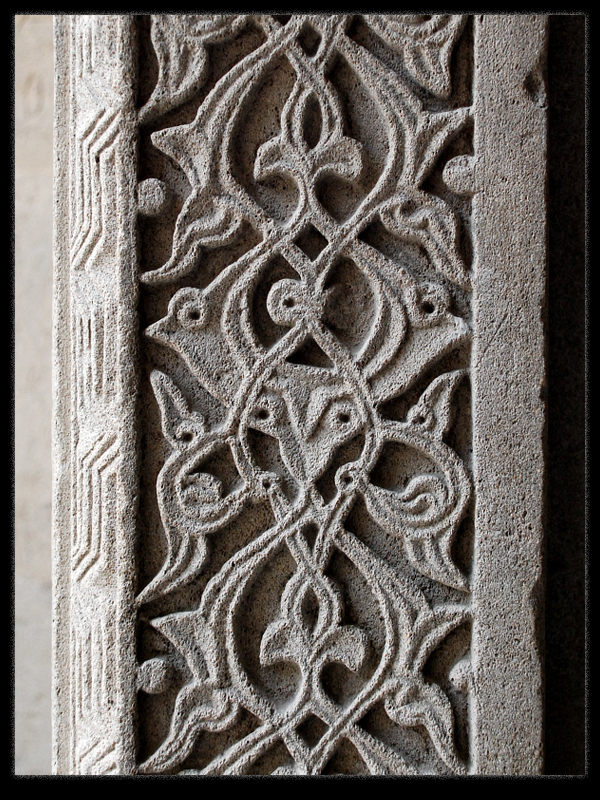
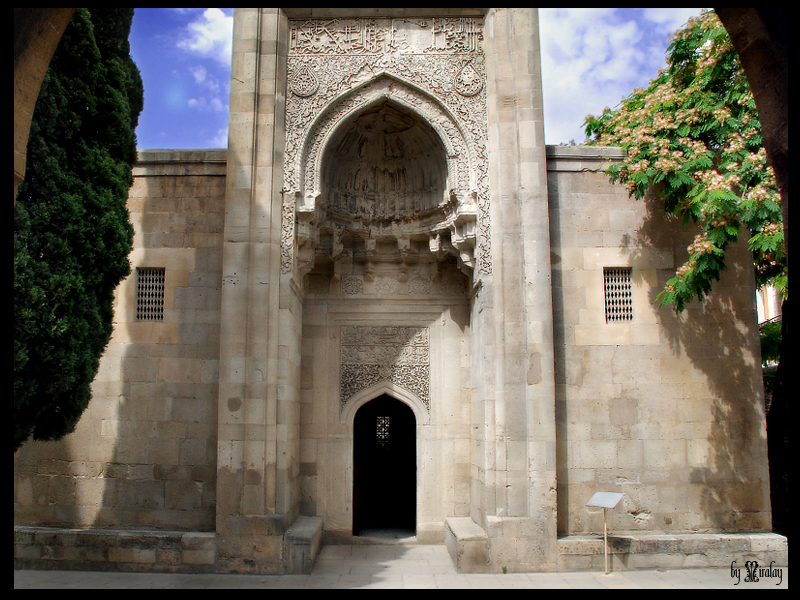
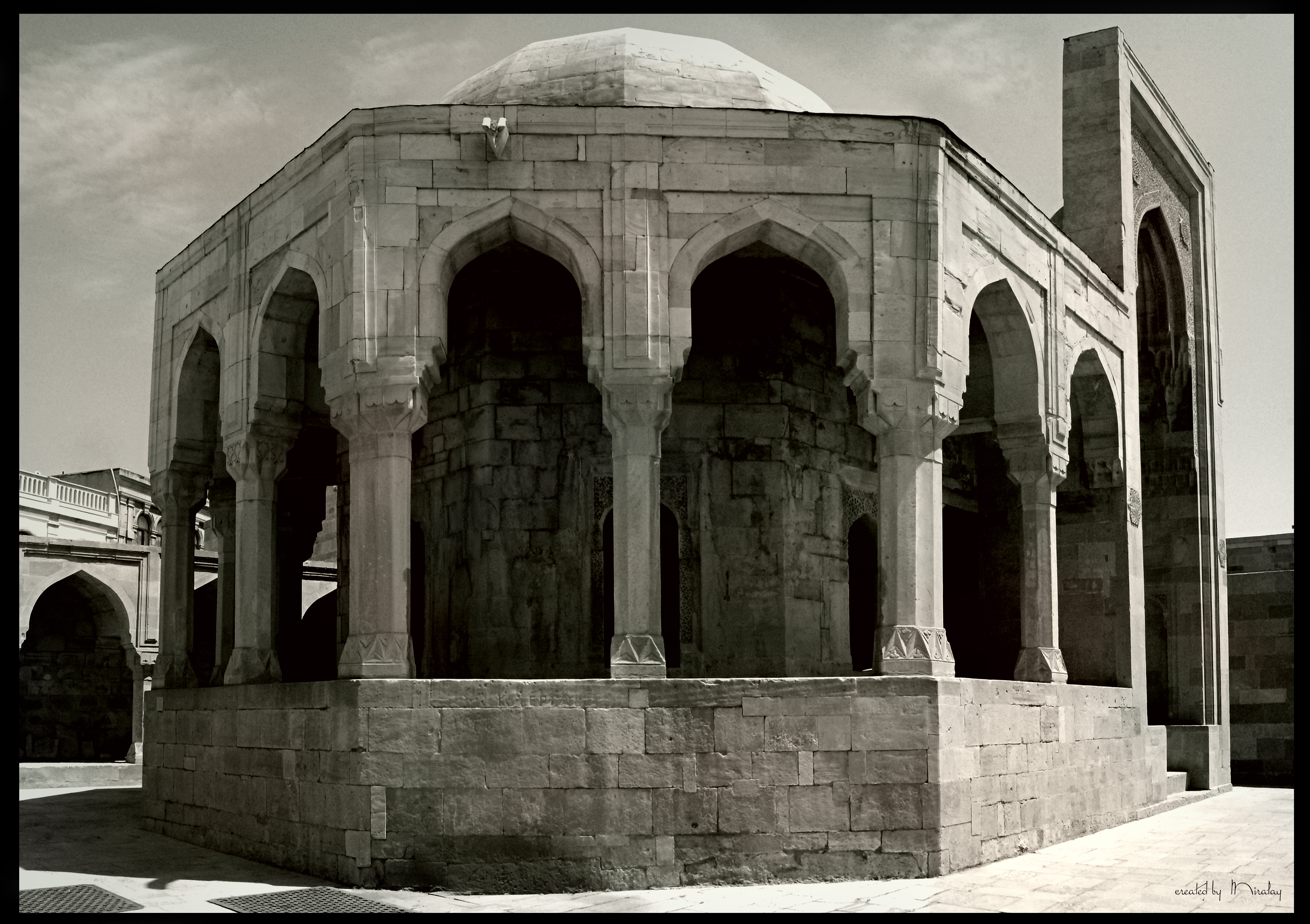
Диванхана
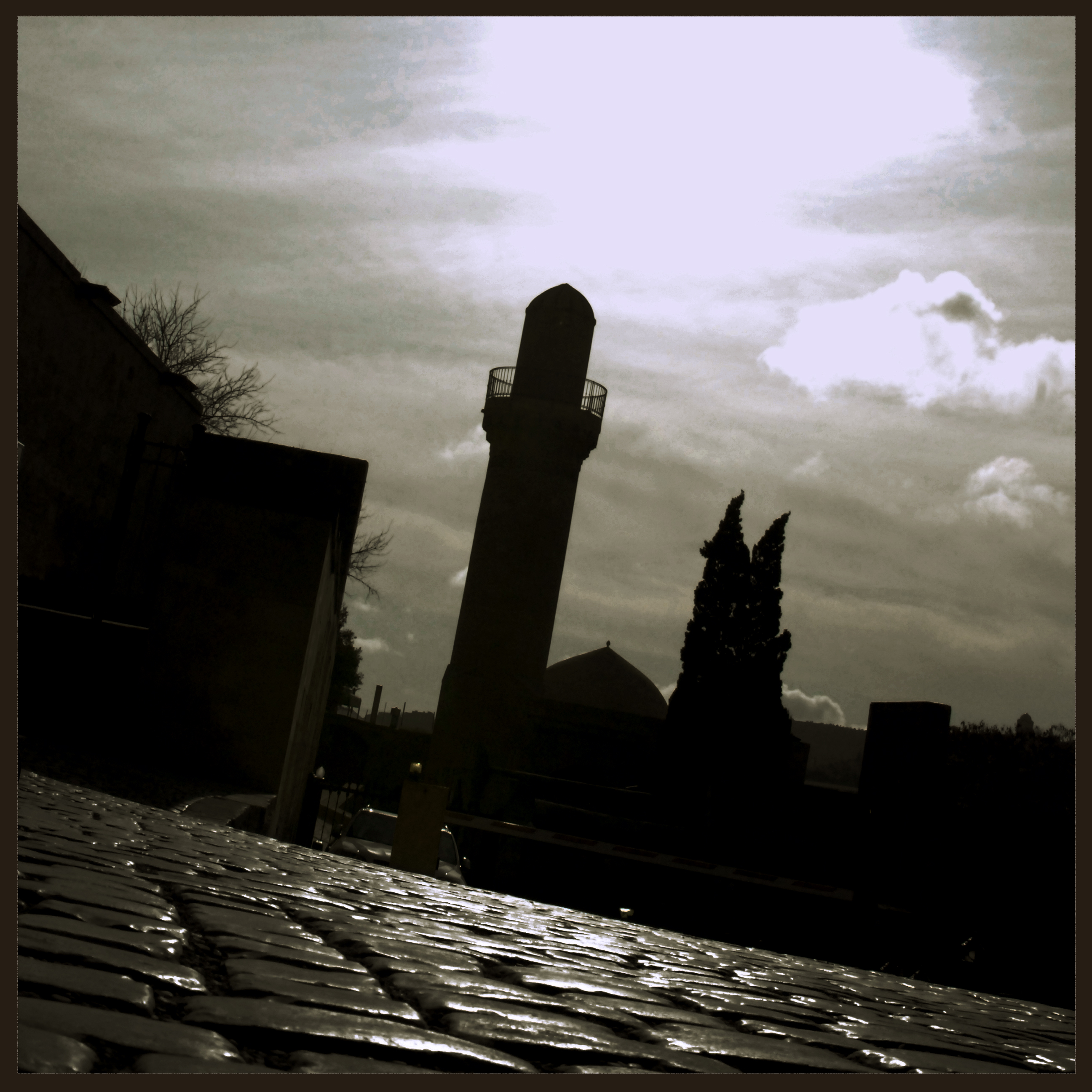
Палацова мечеть
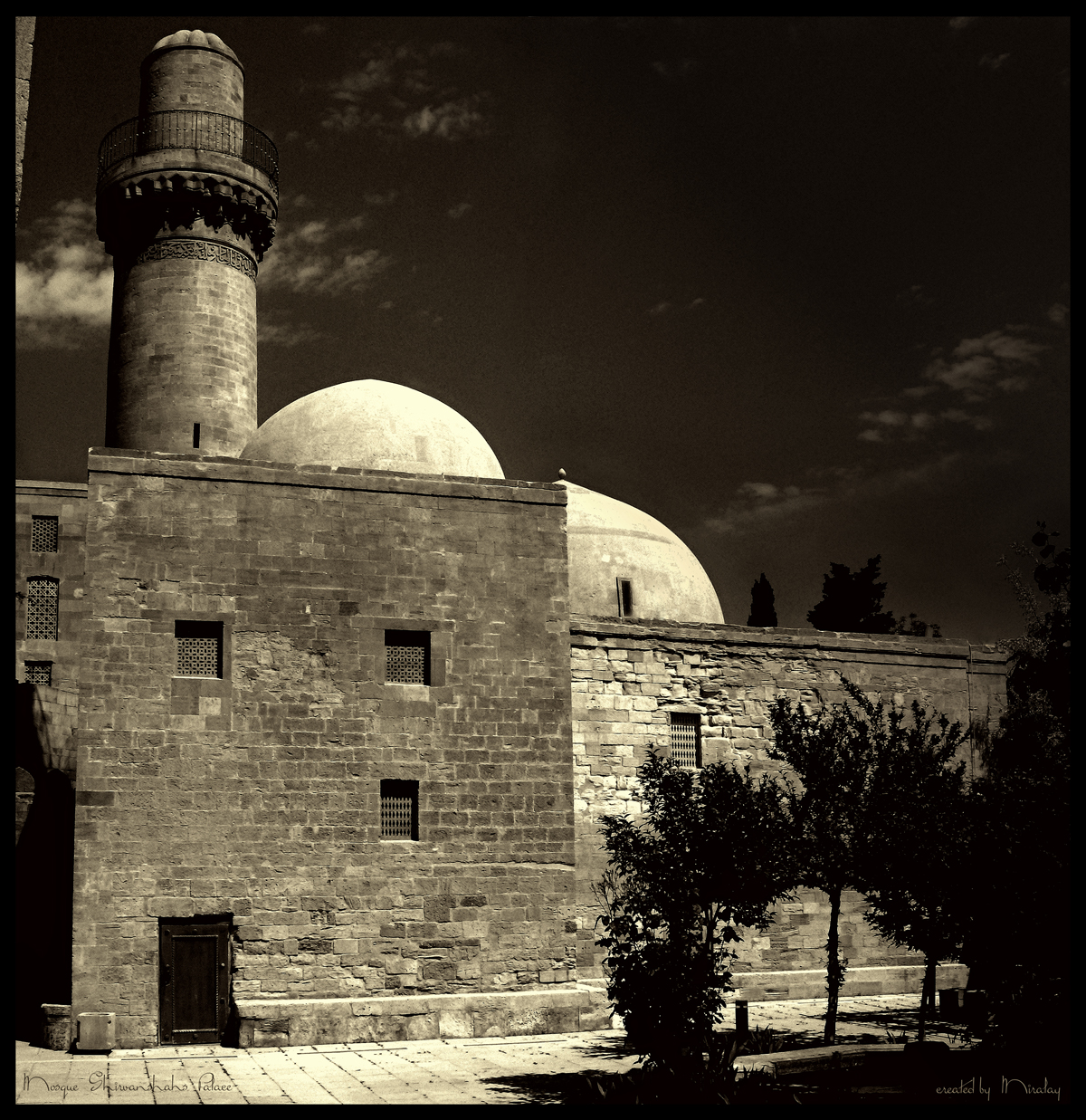
Палацова мечеть
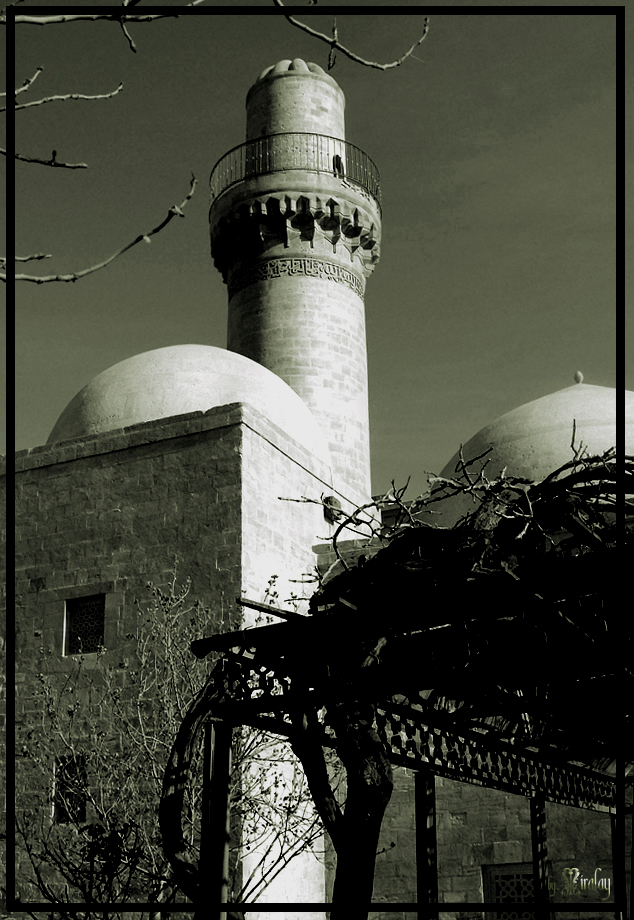
Палацова мечеть
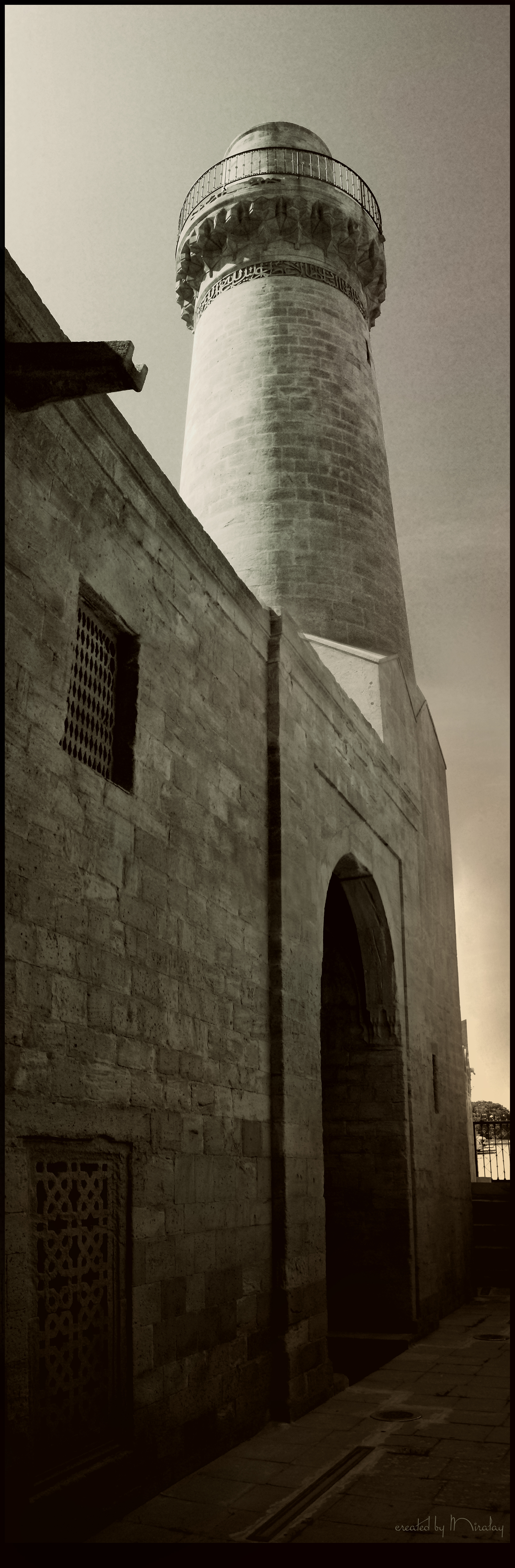
Палацова мечеть
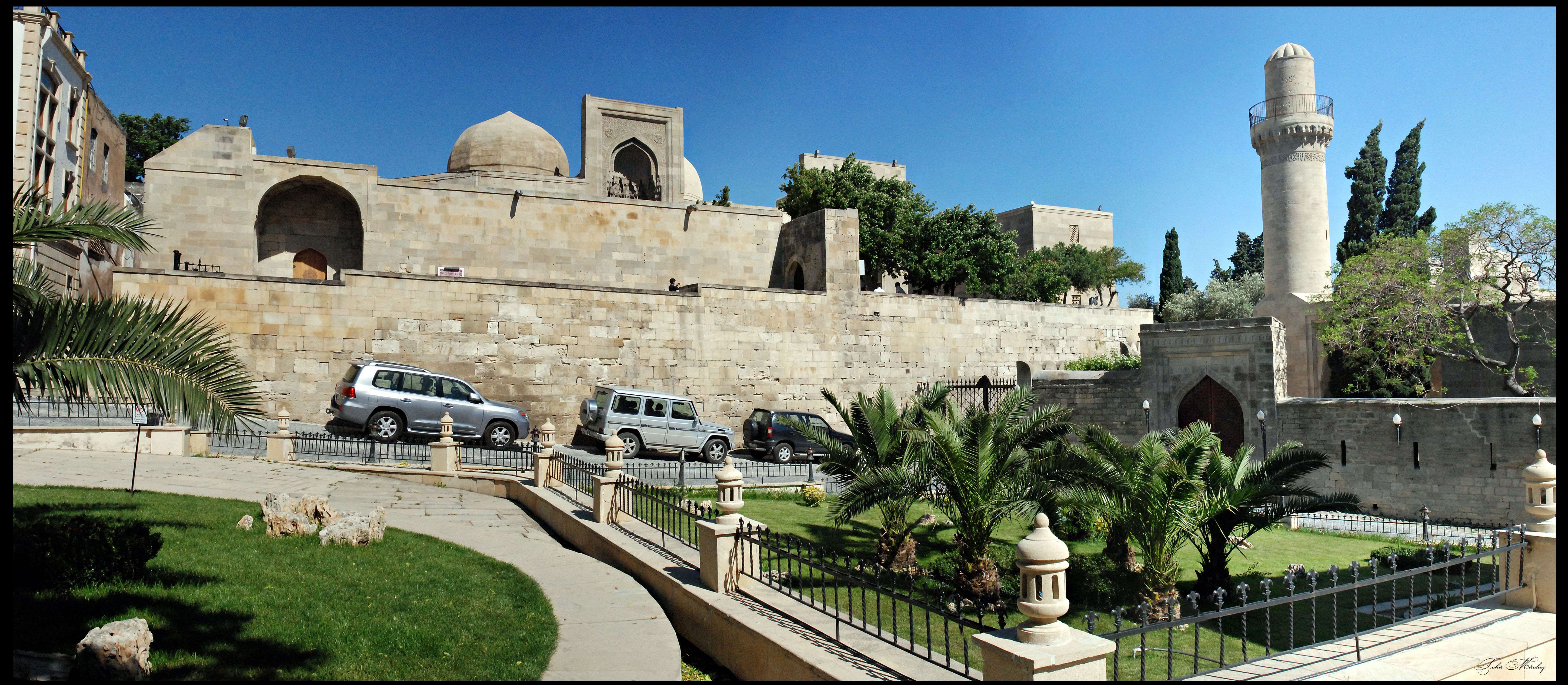
Палац Ширваншахів
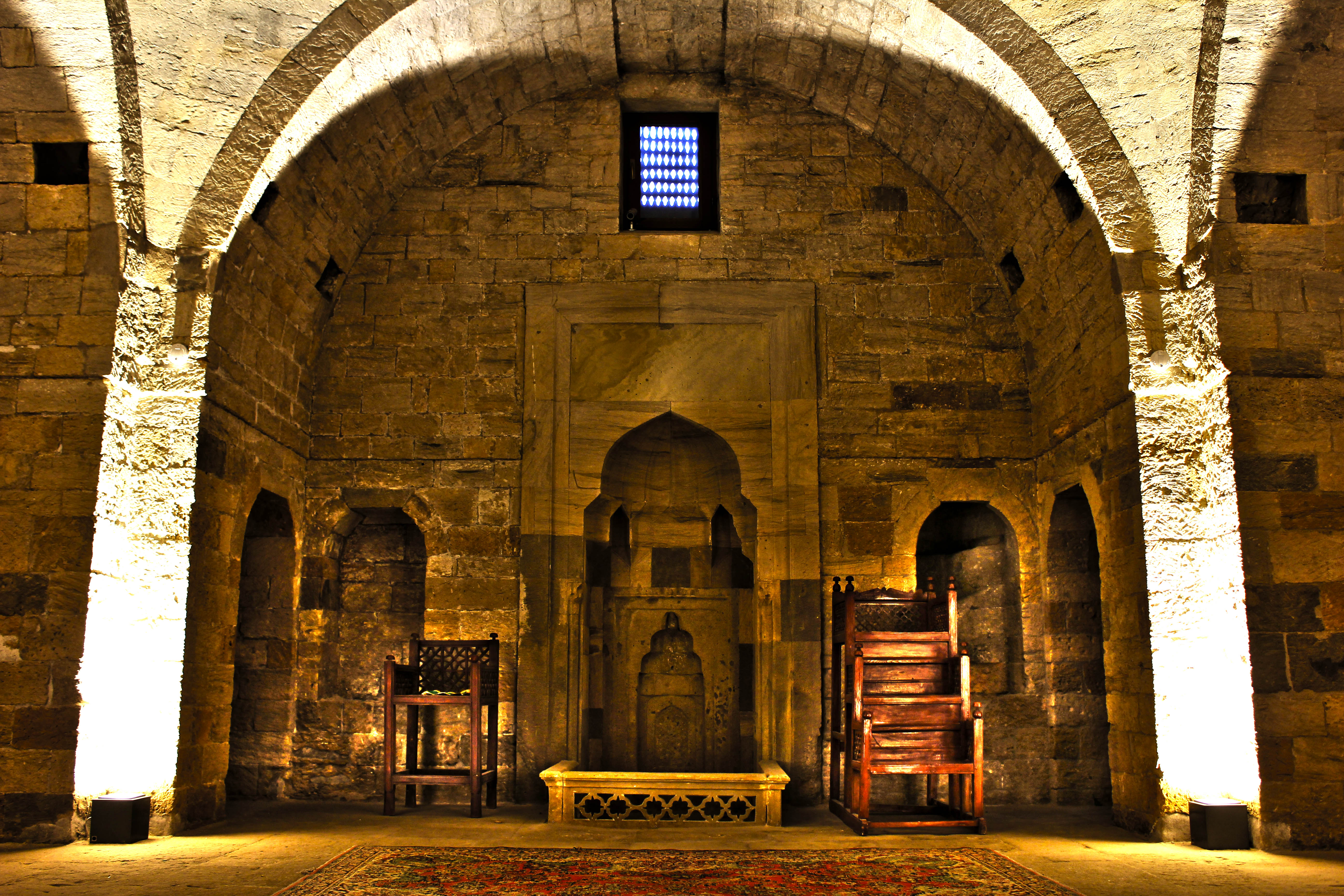

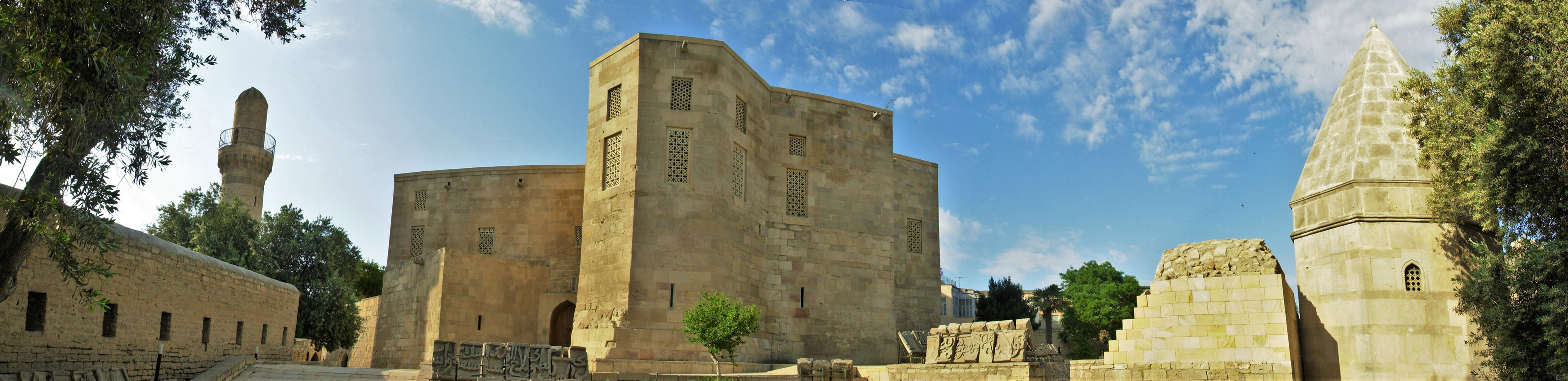
Панорама у Палаці Ширваншахів
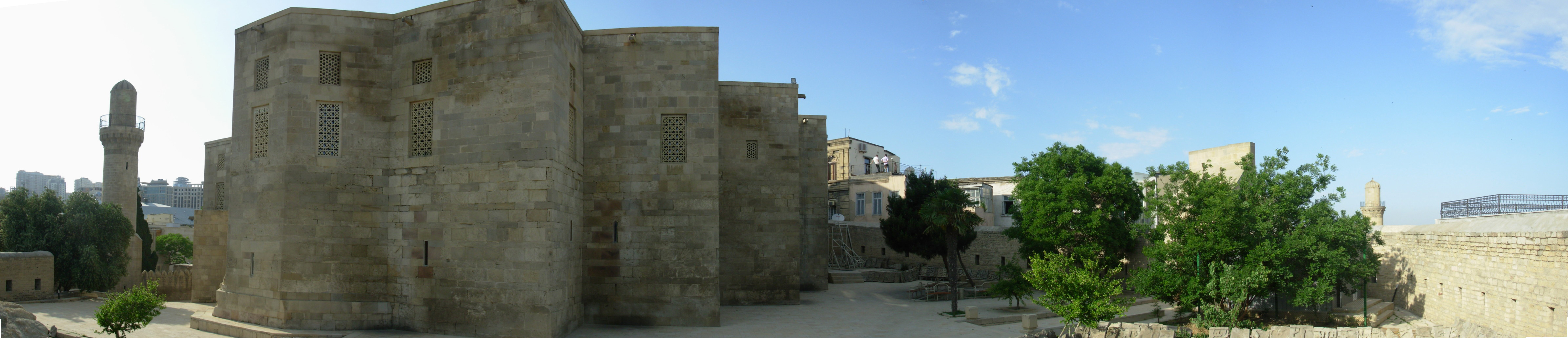
Панорама у Палаці Ширваншахів
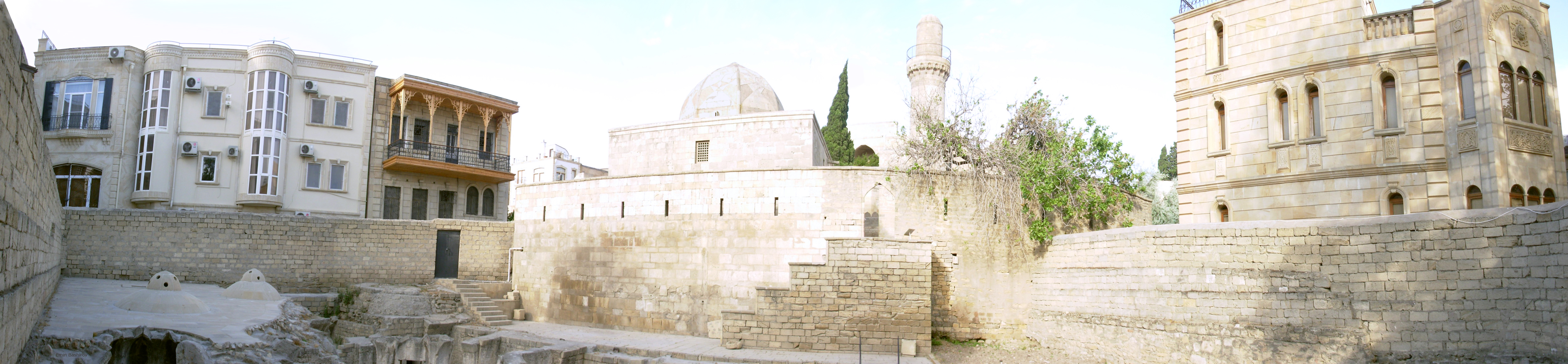
Панорама у Палаці Ширваншахів